# Ecnomia hesychima
Ecnomia hesychima là một loài bướm đêm trong họ Noctuidae.